# Жиланди (Курмангазинський район)
Жиланди́ (каз. Жыланды) — село у складі Курмангазинського району Атирауської області Казахстану. Адміністративний центр Дингизильського сільського округу.
Населення — 1894 особи (2021; 1876 у 2009, 1736 у 1999, 2122 у 1989).